# Пишкопеја
Пишкопеја (алб. Peshkopia, Peshkopi, мак. Пешкопеја, тур. Debre-i Zir) је град на истоку Албаније у округу Дибер. Према попису из 2023. имао је 14.710 становника.
Од Тиране је удаљен 187 километара, а од границе Северне Македоније 20. Западно од Пишкопеје протиче река Црни Дрим.

## Историја
У време пре хришћанства у овој области живело је илирско племе Пенесте, како су га звали Римљани. Име места изведено је од грчке речи епископи (епископ). Статус седишта епископије стекао је 1020, али га је касније изгубио. Турци Османлије су Пишкопеју звали Мали Дебре, док је Дебар био Велики Дебре. Крајем 16. века готово сво становништво је било муслиманско. Српска војска је заузела Пишкопеју раног децембра 1912. Албанске снаге су преузеле град 20. септембра 1913. Бугари и Аустроугари су окупирали Пишкопеју 1916—1918. Иван Јастребов сматра да је могуће да је у овом месту некада био епископ, јер су источно од села на уздигнутој тераси, на левој страни реке, рушевине повеликог манастира с темељима немале цркве у средишту рушевина. Арнаути су му рекли да је ту био манастир са владиком. Ту је до пре 70 година, од када је то Јастребов писао, по причању Арнаута, било много хришћана. Село су напустили јер није било могуности за нормалним животом. Река им је непрестано односила куће. Ако је ту и била Дебарска епископија нема доказа да је била српска и да ју је основао Св. Сава. Руварац сматра да пошто тај крај није био под Србима тада да ни Сава ту није могао основати епископију. Јастребов га демантује да је тај крај ипак био под Немањом и да је тзв. дебарска епископија могуе била у овом месту.
Овде се налази Музеј у Диберу.